# Serie A2 (basquetebol masculino)
A Serie A2, conhecida por razões de patrocínio como Serie A2 Old Wild West, é a segunda liga de basquetebol masculino em importância na Itália e a primeira dos escalões amadores. Constitui a segunda divisão da Pirâmide do Basquetebol Italiano, abaixo da primeira divisão Serie A e acima da terceira divisão Serie B, com a promoção/despromoção ocorrendo entre estas ligas.
Ele é gerida pela Lega Nazionale Pallacanestro (LNP), regulamentada pela FIP, a federação italiana.

## História
A liga foi criada em maio de 1974, pela Lega Basket, a organização encarregada da execução da Serie A (até hoje), que decidiu criar uma nova segunda divisão com 10 clubes. Os dois que foram relegados durante essa temporada, e 8 da antiga nível Serie B.
A temporada de 1975-76 foi disputada por 12 clubes, depois de um complicado sistema de transferências de clubes da Série A1 para a A2.
Em junho de 2001, a LegaDue foi criada para substituir a Serie A2. Lega Basket tornou-se responsável pela execução da liga, apesar do sistema de promoção e rebaixamento entre as ligas tenha permanecido.
Durante o verão 2013, outra reorganização foi feita. A LegaDue foi aglutinada com a terceira divisão DNA, para formar uma de duas camadas da liga, o DNA (Divisione Nazionale A) de Ouro e de DNA de Prata. As duas DNA tinha separado da temporada, mas o primeiro classificado da equipe no DNA de Prata juntou as sete melhores equipes de Ouro para competir para a promoção na Serie A. As próximas oito melhores equipes da DNA Prata lutaram por um lugar na próxima temporada da DNA Ouro, enquanto os três piores equipes foram rebaixados.
A próxima temporada viu a liga retomar o antigo formato da Série A2, mantendo um similar, mas ajustado modelo híbrido, com os oito melhores de Ouro e os quatro melhores equipes de Prata tomando parte na promoção dos playoffs (ainda para o primeiro lugar), enquanto que os dois últimos do DNA Ouro e o penúltimo e antepenúltimo do DNA Prata jogando contra o rebaixamento, sendo que o último já havia sido rebaixado.

## Formato da competição
Para a Temporada 2015-16, a Serie A2 foi composta de 32 equipes divididas em duas conferências (Leste e Oeste).
Cada equipe joga contra seus adversários na sua Conferência duas vezes, a primeira classificada de cada enfrenta a oitava colocada na outra conferência, o segundo enfrenta o sétimo, terceiro enfrentando o sexto colocado e por fim os quartos e quintos colocados fecham esse cruzamento entre as conferências que definem os playoffs.

## Clubes Atuais

#### Leste
| Clube                   | Cidade       | Arena                | Capacidade |
| ----------------------- | ------------ | -------------------- | ---------- |
| Agribertocchi Orzinuovi | Orzinuovi    | Centro San Filippo   | 2.400      |
| Alma Trieste            | Trieste      | PalaTrieste          | 6.943      |
| Andrea Costa Imola      | Imola        | PalaRuggi            | 2.000      |
| Assigeco Piacenza       | Piacenza     | PalaBanca            | 4.500      |
| Bergamo Basket          | Bergamo      | PalaNorda            | 2.250      |
| Bondi Ferrara           | Ferrara      | Pala Hilton Pharma   | 3.504      |
| Consultinvest Bologna   | Bologna      | Land Rover Arena     | 5.721      |
| De' Longhi Treviso      | Treviso      | PalaVerde            | 5.134      |
| Dinamica Mantova        | Mantova      | PalaBam              | 5.000      |
| G.S.A. Udine            | Udine        | PalaCarnera          | 3.850      |
| OraSì Ravenna           | Ravenna      | PalaDeAndré          | 3.500      |
| Roseto Sharks           | Roseto       | PalaMaggetti         | 5.000      |
| Termoforgia Jesi        | Jesi         | UBI BPA Sport Center | 3.500      |
| Tezenis Verona          | Verona       | PalaOlimpia          | 5.350      |
| Unieuro Forlì           | Forlì        | Unieuro Arena        | 6.511      |
| XL Montegranaro         | Montegranaro | PalaSavelli          | 3.800      |

#### Oeste
| Clube                    | Cidade          | Arena                  | Capacidade |
| ------------------------ | --------------- | ---------------------- | ---------- |
| Benacquista Latina       | Latina          | PalaBianchini          | 2.500      |
| Bertram Tortona          | Tortona         | PalaOltrepò            | 1.500      |
| Cuore Basket Napoli      | Naples          | PalaBarbuto            | 5.500      |
| Eurotrend Biella         | Biella          | BiellaForum            | 5.707      |
| FCL Contract Legnano     | Legnano         | Knights Palace         | 1.650      |
| Givova Scafati           | Scafati         | PalaMagnano            | 3.700      |
| Leonis Roma              | Rome            | Palazzetto dello Sport | 3.500      |
| Lighthouse Trapani       | Trapani         | Palaillio              | 4.575      |
| Metextra Reggio Calabria | Reggio Calabria | PalaCalafiore          | 8.500      |
| Moncada Agrigento        | Agrigento       | PalaMoncada            | 3.200      |
| Novipiù Casale M.        | Casale M.       | PalaFerraris           | 3.508      |
| NPC Rieti                | Rieti           | PalaSojourner          | 3.550      |
| Pasta Cellino Cagliari   | Cagliari        | PalaPirastu            | 2.266      |
| Remer Treviglio          | Treviglio       | PalaFacchetti          | 2.880      |
| Soundreef Siena          | Siena           | Palasport Mens Sana    | 7.050      |
| Virtus Roma              | Rome            | Palazzetto dello Sport | 3.500      |

## MVP
| Temporada | MVP            | Equipe                 |
| --------- | -------------- | ---------------------- |
| 2009-10   | Omar Thomas    | New Basket Brindisi    |
| 2010-11   | Ricky Hickman  | Casale Junior          |
| 2011-12   | Dwight Hardy   | Pistoia                |
| 2012-13   | Casper Ware    | Casale Junior          |
| 2013-14   | Davide Pascolo | Aquila Cesta De Trento |
| 2014-15   | Darryl Monroe  | A Tezenis Verona       |

## Melhor Treinador
| Temporada | Treinador            | Clube                        |
| --------- | -------------------- | ---------------------------- |
| 2003–04   | Fabrizio Frates      | Pallacanestro Reggiana       |
| 2004–05   | Giovanni Perdichizzi | Orlandina Basket             |
| 2005–06   | Luca Dalmonte        | Basket Club Ferrara          |
| 2006–07   | Giampiero Ticchi     | Basket Rimini Crabs          |
| 2007–08   | Sandro Dell'Agnello  | Basket Livorno               |
| 2008-09   | Andrea Trinchieri    | Veroli Basket                |
| 2009–10   | Luigi Garelli        | Nuova Pallacanestro Vigevano |
| 2010–11   | Giulio Griccioli     | Scafati Basket               |
| 2011–12   | Massimiliano Menetti | Pallacanestro Reggiana       |
| 2012–13   | Alberto Martelossi   | Basket Brescia Leonessa      |
| 2013–14   | Maurizio Buscaglia   | Aquila Basket Trento         |
| 2014–15   | Alessandro Ramagli   | Scaligera Basket Verona      |